# František Antonín z Hartigu
František de Paula Antonín hrabě z Hartigu (německy Franz de Paula Anton Graf von Hartig; 29. srpna 1758 Praha – 1. května 1797 Praha) byl česko-rakouský šlechtic a diplomat. Od mládí trpěl vážnou plicní chorobou, přesto se angažoval ve veřejném životě. Uplatnil se jako státní úředník a v letech 1787–1794 byl císařským vyslancem v Drážďanech. Po odchodu z diplomacie se usadil v Praze a zastával funkci prezidenta Královské české společnosti nauk (1794–1797). Patřil k významným osobnostem českého osvícenství, prosadil se jako mezinárodně uznávaný spisovatel a básník. Byl majitelem několika velkých panství v Čechách (Mimoň, Vartenberk, Horní Beřkovice).

## Život

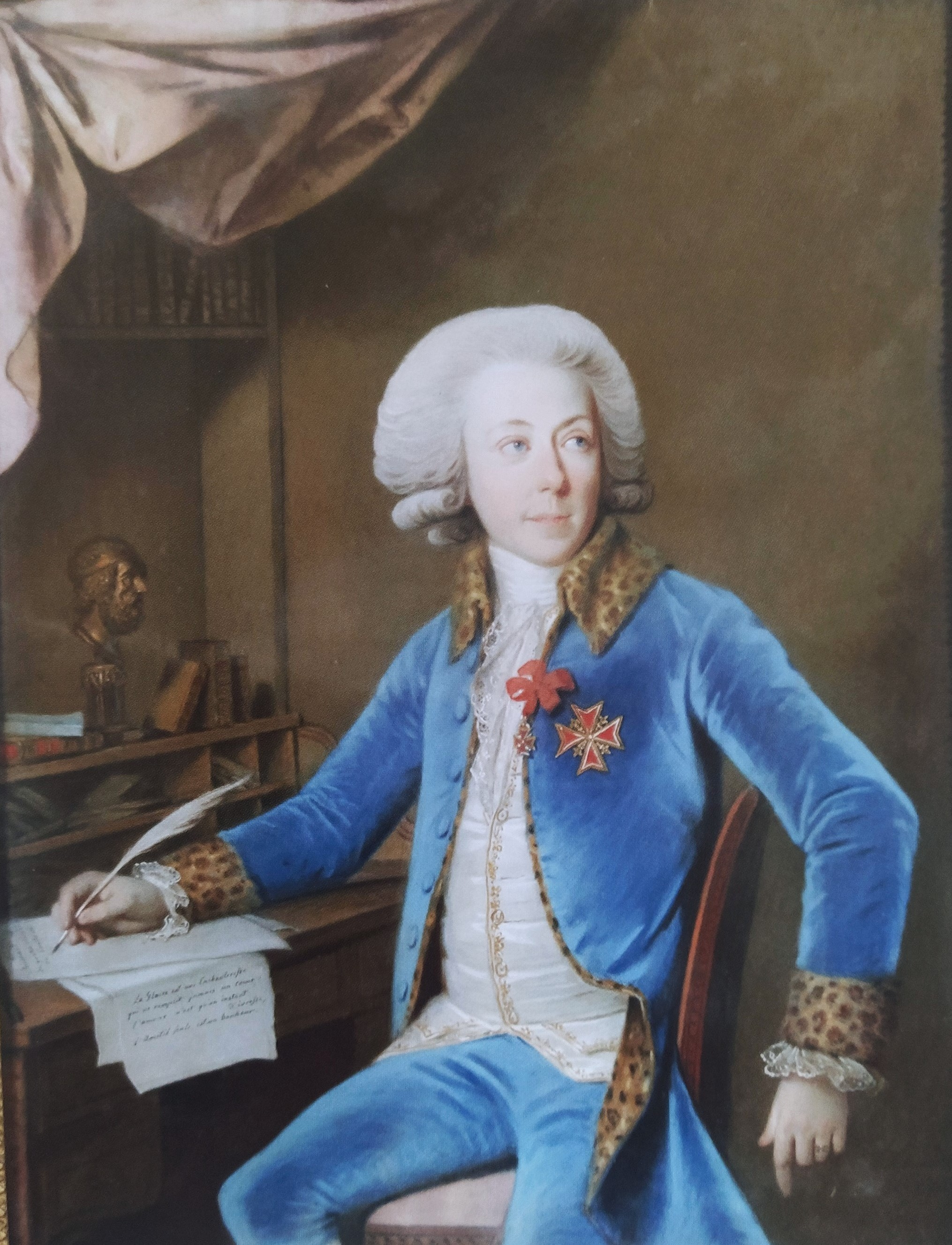
Hrabě František Antoín Hartig jako vyslanec v Drážďanech (Johann Heinrich Schmidt, 1788, Národní muzeum Praha)

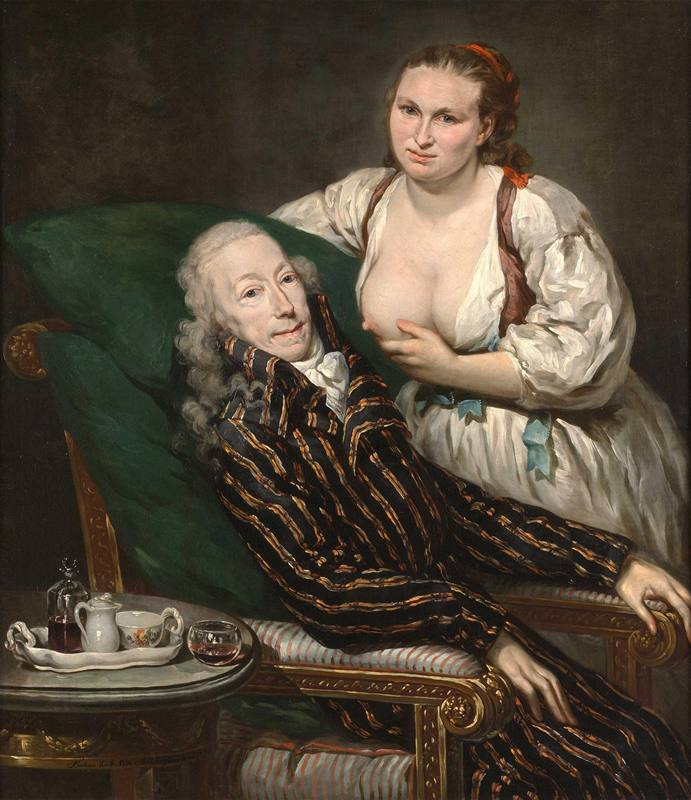
Hrabě František Antonín s kojnou (Barbara Krafftová, 1797, Národní galerie Praha)

Pocházel ze šlechtického rodu Hartigů,  narodil se v Praze jako syn jako syn císařského diplomata Adama Františka hraběte z Hartigu (1724–1783), a jeho manželky Marie Terezie hraběnky Krakovské z Kolovrat (1731–1791). Dětství strávil v Řezně, kde tehdy otec působil jako dlouholetý vyslanec u říšského sněmu. V Řezně také studoval práva a poté absolvoval kavalírskou cestu po západní Evropě, doložen je jeho pobyt ve Francii (1775), kde navázal kontakty s významnými vzdělanci. Navštívil také německé země, Itálii, Anglii a Švýcarsko. František Antonín se sám od dětství zajímal o vědu a umění, své zájmy promítl mimo jiné do několika spisů nebo do budování rozsáhlé knihovny na zámku Mimoň. Jeho současník Giacomo Casanova jej ve svých pamětech popsal jako muže velmi chabého zdraví a malé postavy, samá duchaplnost a samá laskavost, známý pro své bonmoty. Úřednickou kariéru zahájil František Antonín u soudů ve Würzburgu a v Praze, v letech 1780–1782 byl radou českého zemského gubernia. Již v této době se projevovalo jeho plicní onemocnění, které jej omezovalo v dalším kariérním postupu.
V roce 1787 se ve svých 29 letech stal vyslancem a zplnomocněným ministrem u saského kurfiřtského dvora v Drážďanech. V roce 1794 se však musel kvůli plicnímu onemocnění vzdát své diplomatické dráhy, což mu ovšem umožnilo více se věnovat literatuře a básnictví. Jeho dílo si našlo uznání po celé Evropě, byl také prezidentem Královské české společnosti nauk a vlastnil též knihovnu o rozsahu 10 000 svazků.
Po otci byl dědicem několika panství v severních Čechách (Mimoň, Stráž pod Ralskem, Horní Beřkovice). Rodina střídala pobyty na zámku Mimoň, zámku Vartenberk i v nově vybudovaném zámku Horní Beřkovice. V Praze byl rodovým sídlem Hartigovský palác na Malostranském náměstí, který dočasně sloužil také jako úložiště sbírek Královské české společnosti nauk.
Zemřel v Praze 1. května 1797 ve věku 38 let v důsledku dlouhodobé plicní choroby, pohřben byl rodové hrobce v kostele sv. Zikmunda ve Stráži pod Ralskem.
Osobnost Františka Antonína Hartiga připomínají tři portréty uložené na různých místech v Česku. Nejznámější je stylizovaný naturalistický obraz Barbary Krafftové ze závěru Hartigova života, kde je vyobrazen jako stárnoucí nemocný muž s kojnou (v té době již nebyl schopen sám přijímat potravu). Tento portrét je součástí sbírek Národní galerie v Praze. Další portrét z doby kolem roku 1792 je umístěn na zámku Ratibořice, kam byl převezen po roce 1945 ze zámku Mimoň (autor Anton Graff). Nejstarší portrét ztvárňující Hartiga ještě jako zdravého mladého diplomata vznikl v roce 1788 v Drážďanech (dnes součást sbírek Národního muzea v Praze).

## Tituly a ocenění
Užíval šlechtický titul říšského hraběte, který rodina získala v roce 1719. Byl c. k. komořím a jako vyslanec v Drážďanech obdržel titul c. k. tajného rady s nárokem na oslovení Excelence. Byl nositelem toskánského Řádu sv. Štěpána a uherského Řádu sv. Štěpána. V historii byl tak jedním z mála nositelů obou řádů zasvěcených sv. Štěpánovi, i když se jedná o dva různé světce (papež Štěpán I., uherský král Štěpán I.)

## Rodina

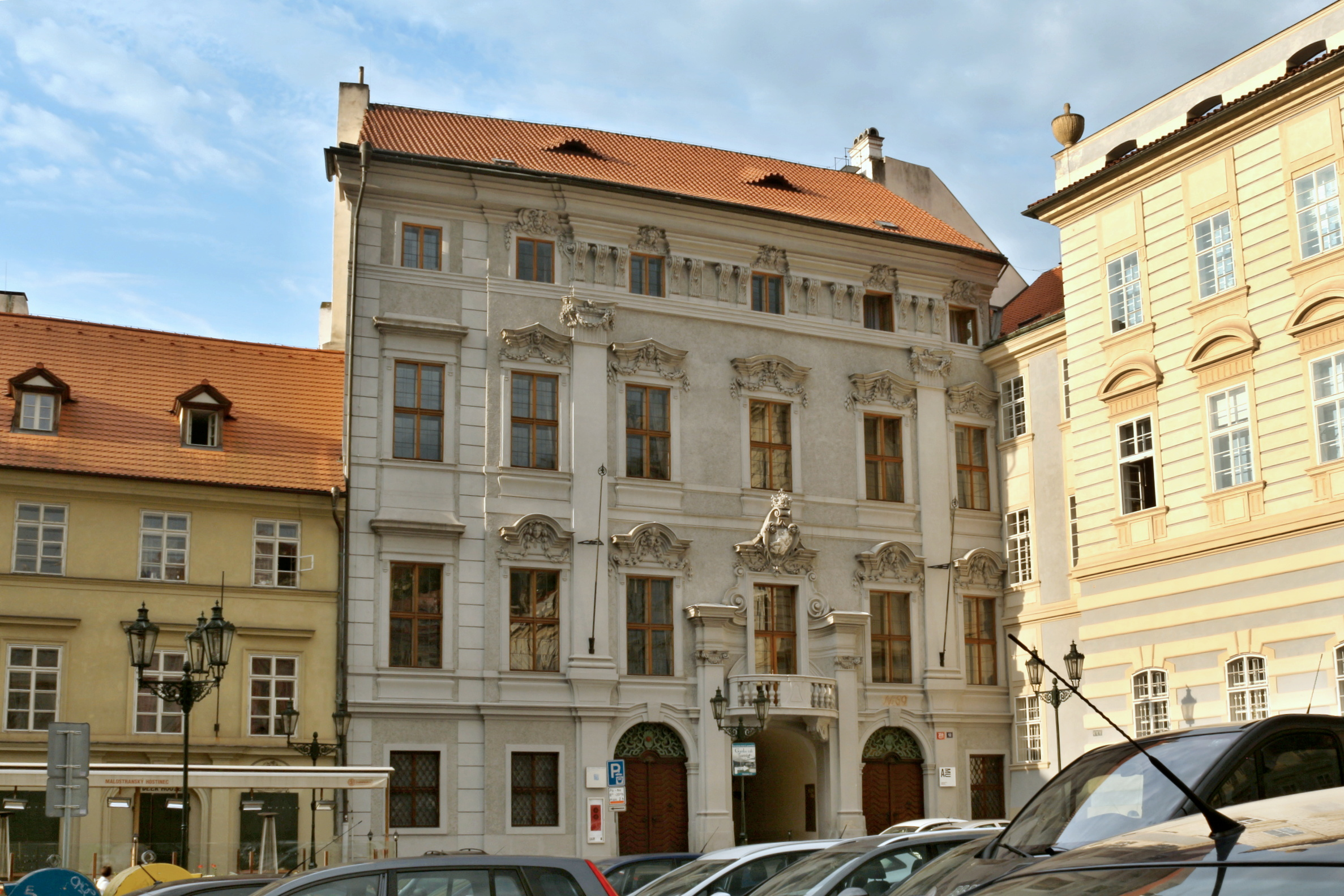
Hartigovský palác na Malostranském náměstí v Praze

V roce 1783 se oženil s hraběnkou Marí Eleonorou Colloredovou (1764–1818), dcerou vlivného státníka Františka Colloreda (1736–1806), státního ministra a jednoho ze strůjců habsburské zahraniční politiky v době napoleonských válek. Tento sňatek mimo jiné přispěl k rychlému kariérnímu postupu Františka Hartiga. Z manželství se narodily čtyři děti. Ze synů byl starší František de Paula (1789–1865), pozdější guvernér v Lombardii a také státní ministr. Mladší syn Bedřich (1791–1816) zdědil Horní Beřkovice, sloužil v císařské armádě, byl rytmistrem u husarů a zemřel na následky zranění v závěru napoleonských válek.
Díky matce z rodu Kolovratů měl blízké příbuzenské vazby na několik významných osobností, byl synovcem státního ministra Leopolda Krakovského z Kolovrat (1727–1809) nebo nejvyššího maršálka Českého království Vojtěcha Václava z Klebelsbergu (1733–1812).